# Плютей мелкошляпочный
Плюте́й мелкошля́почный (лат. Pluteus podospileus) — гриб рода плютей. В системе рода плютей С. П. Вассера этот вид относится к секции Celluloderma подрода Hispidocelluloderma, в системе Э. Веллинги к подсекции Mixtini секции Celluloderma. Несъедобен.
Синонимы
- Pluteus spilopus sensu Berk. & Broome, 1881
- Leptonia seticeps G.F. Atk., 1902
- Pluteus minutissimus Maire, 1937 — Плютей наиме́ньший[3]
- Pluteus nanus var. podospileus (Sacc. & Cub.) Rick, 1938
- Pluteus granulatus var. tenellus J. Favre, 1948
- Pluteus minutissimus f. major Kühner, 1956
- Pluteus psichiophorus var. seticeps (G.F. Atk.) Singer, 1956 (nom. inval.)
- Pluteus psichiophorus var. minutissimus (Maire) Singer, 1956 (nom. inval.)
- Pluteus seticeps (G.F. Atk.) Singer, 1959
- Pluteus podospileus f. minutissimus (Maire) Vellinga, 1985

## Описание
Шляпка диаметром 1—3 сантиметра, тонкомясистая, от конической до плоско-выпуклой формы, с небольшим бугорком. Поверхность бархатистая, гладкая, в центре иногда мелкочешуйчатая, тёмно-коричневая или каштаново-бурая, в центре более тёмная. Край ребристо-полосатый.
Пластинки свободные, широкие, частые, беловатые, с возрастом розовые или коричневато-розовые с беловатым краем, имеются пластиночки.
Ножка 2—5×0,1—0,3(0,4) см, цилиндрическая, центральная, к основанию расширяется, плотная. Поверхность от белой до беловато-серой, гладкая, с тонким сероватым жилкованием, у основания с тёмно-бурыми волокнами.
Мякоть сероватая, на срезе не изменяется, горького вкуса, запах не выражен.
Остатки покрывал отсутствуют, споровый порошок розовый.
Споры гладкие, эллипсоидные, 5—7,5×4,5—6 мкм.
Кожица шляпки состоит из двух типов элементов: веретеновидных или удлинённо-булавовидных заострённых гиф размерами 60—200×10—40 мкм и шаровидных клеток диаметром 25—30 мкм на ножках длиной до 38 мкм, часто содержащих коричневый пигмент.
Базидии четырёхспоровые, размерами 20—40×6—10 мкм, тонкостенные, булавовидные, бесцветные.
Хейлоцистиды размерами 30—100×12—30 мкм, булавовидные или ампуловидные, тонкостенные, бесцветные или с коричневым пигментом, многочисленные. Плевроцистиды 20—70×15—35 мкм, булавовидные или мешковидные, тонкостенные, бесцветные.

## Сходные виды
- Плютей карликовый (Pluteus nanus) отличается коричневой шляпкой, покрытой пылящим налётом и по микроскопическим признакам.[6]

## Экология и распространение
Сапротроф на пнях, остатках древесины лиственных деревьев и на почве в лиственных и смешанных лесах, садах, парках. Чаще всего растёт на древесине бука и ясеня, реже ольхи, конского каштана, берёзы, вяза и других родов.
Известен в Европе (Британские острова, Нидерланды, Франция, Швейцария, Германия, Италия, Польша, Украина, Россия), Азии (Израиль, Туркмения, Приморский край, Япония), Северной Африке (Марокко) и Северной Америке. В Европейской части России найден в Ростовской и Самарской областях и в Краснодарском крае. Встречается редко, в некоторых регионах часто.
Сезон: июнь — октябрь.